# اوبر بورده
اوبر بورده (فرانسوی: Hubert Bourdy‎; ۵ مارس ۱۹۵۷ – ۲۵ ژوئن ۲۰۱۴) سوارکار پرش اهل فرانسه بود.